# Robotică

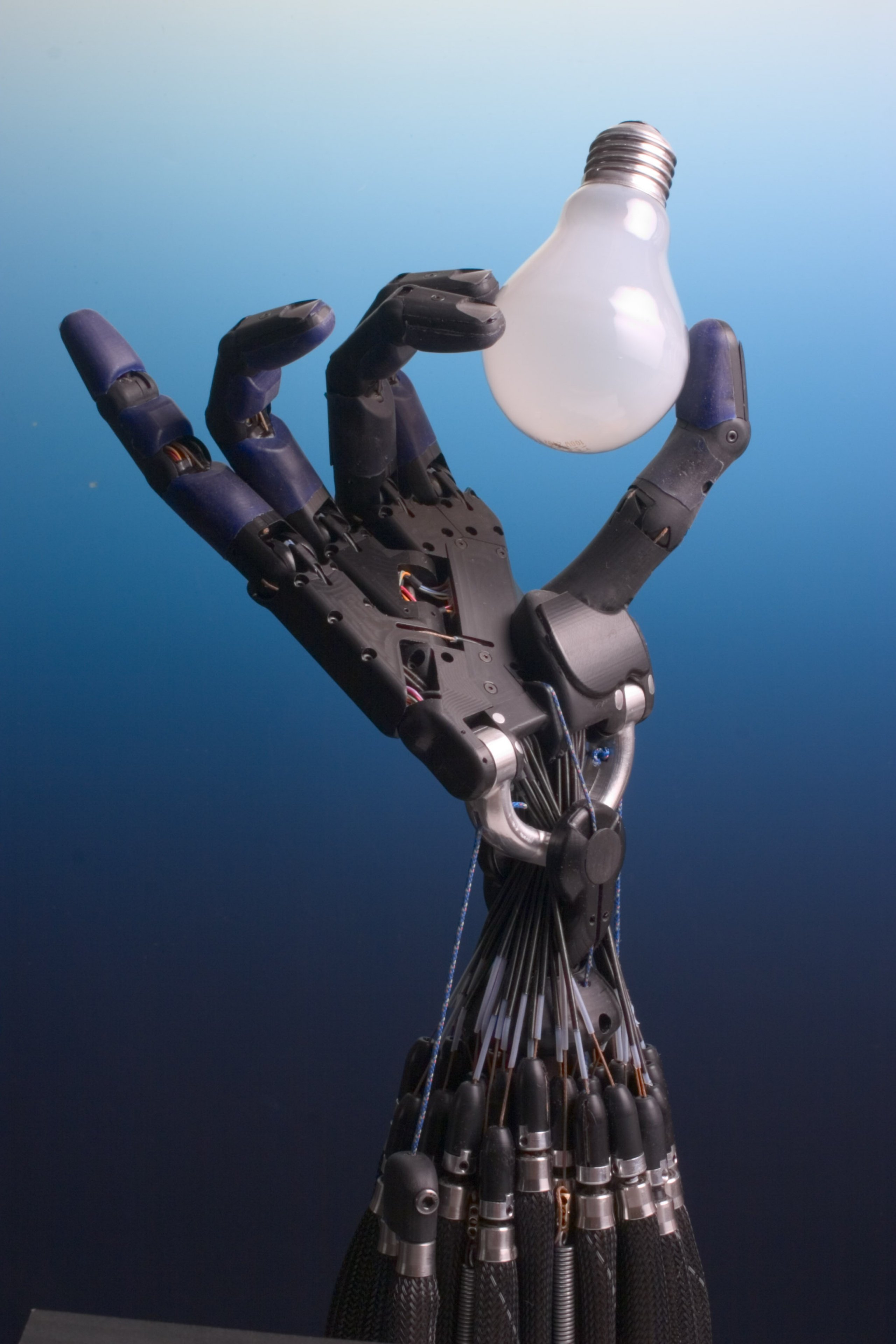

Robotica este sectorul ingineresc care se ocupă cu proiectarea și fabricarea roboților. Robotica constituie un domeniu pluridisciplinar 
al științei și tehnicii care studiază proiectarea și tehnica construirii sistemelor mecanice, informatice sau mixte și a roboților, în scopul înlocuirii parțiale ori totale a omului în procesele tehnologice, în acțiunea asupra mediului înconjurător. Robotica necesită noțiuni de electronică, mecanică și programare, iar persoana care lucrează în acest domeniu a ajuns să fie cunoscută ca robotician. Denumirea de robot se datorează lui Karel Čapek în lucrarea sa "Roboții universali ai lui Rossum" din  1921 fiind formată de la cuvântul ROBOTA (muncă, activitate de rutină) și preluată de către Isaac Asimov, în povestirea științifico-fantastică "Fuga în cerc" (1941).

## Cele mai importante clase de roboți
Puteți utiliza mai multe abordări pentru clasificarea roboților - de exemplu, prin domeniul de utilizare, prin scop, prin metoda de mișcare etc. Prin scopul aplicației principale pot fi identificați roboți industriali, roboți de cercetare, roboți utilizați în antrenament, roboți speciali.
Cele mai importante clase de roboți multifuncționali sunt manipulatorii și roboții mobili.
Un robot de manipulare este o mașină automată (staționară sau mobilă) constând dintr-un dispozitiv de acționare sub forma unui manipulator având mai multe grade de mobilitate și un dispozitiv de comandă programat care servește la îndeplinirea funcțiilor de motor și de control în procesul de producție.
Un robot mobil este o mașină automată în care există un șasiu în mișcare cu unități controlate automat.